# Отань
Отань (серб. Отањ / Otanj) — деревня, расположенная в Сербии (Златиборский округ, община Пожега). Население составляет 412 человек по данным переписи 2002 года, все являются сербами по национальности.

## Известные уроженцы
- Милорад Бонджулич — участник Второй мировой войны, Народный герой Югославии.